# Округ Барбор (Западна Вирџинија)
Округ Барбор (енгл. Barbour County) је округ у америчкој савезној држави Западна Вирџинија.

## Демографија
По попису из 2010. године број становника је 16.589, што је 1.032 (6,6%) становника више него 2000. године.
| Група             | 2000.          | 2010.          |
| Белци             | 15.095 (97,0%) | 16.005 (96,5%) |
| Афроамериканци    | 77 (0,5%)      | 124 (0,7%)     |
| Азијати           | 40 (0,3%)      | 34 (0,2%)      |
| Хиспаноамериканци | 73 (0,5%)      | 96 (0,6%)      |
| Укупно            | 15.557         | 16.589         |